# Enego
Enego (im zimbrischen Dialekt: Ghenebe oder Ghenewe, deutsch: Jeneve) ist eine nordostitalienische Gemeinde (comune) mit 1520 Einwohnern (Stand 31. Dezember 2023) in der Provinz Vicenza in Venetien. Die Gemeinde liegt etwa 45 Kilometer nordnordöstlich von Vicenza an der Brenta und gehört zu den Sieben Gemeinden. Enego grenzt an die Provinzen Belluno und Trentino.

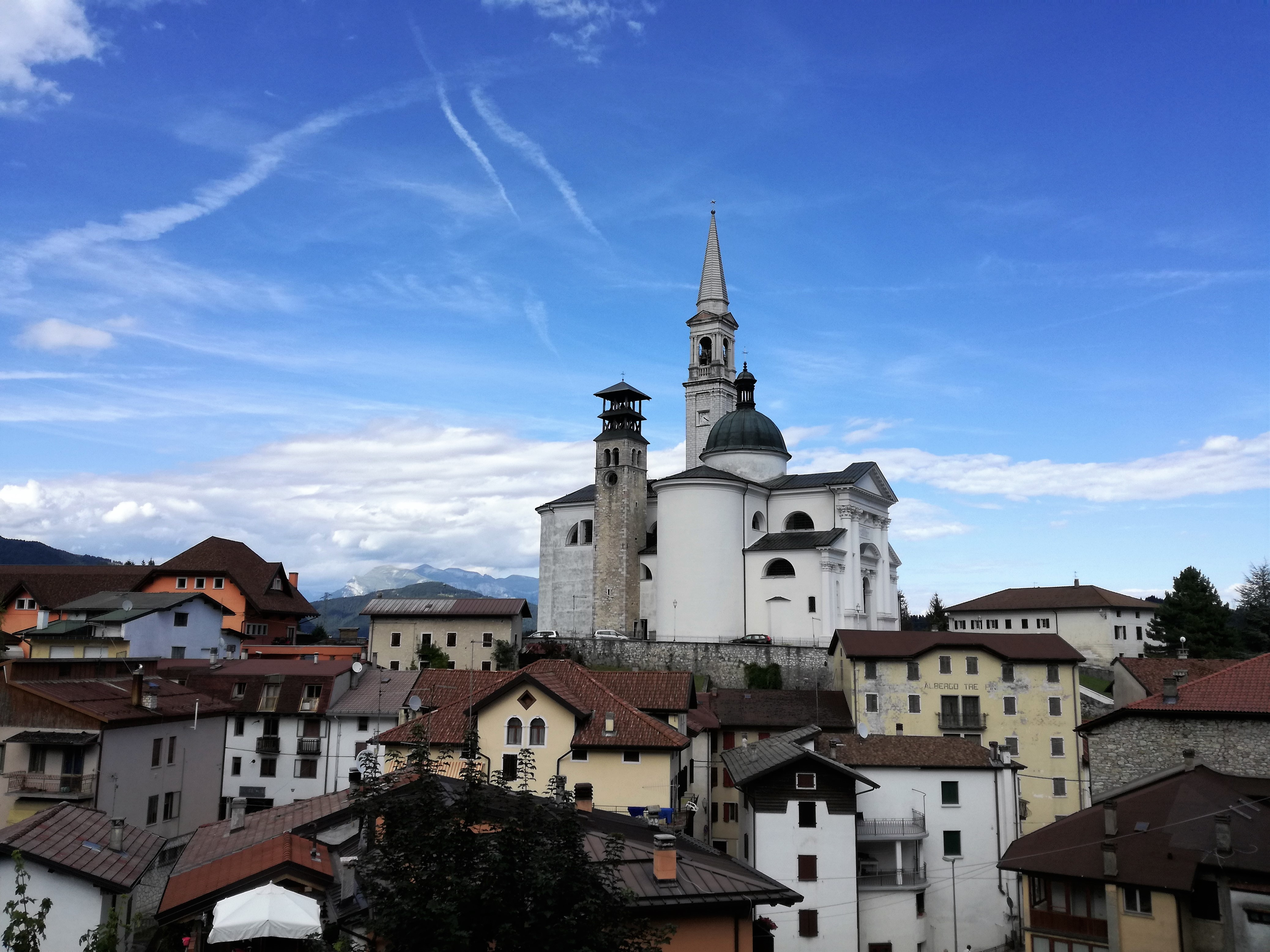
Enego - Dom Santa Giustina

## Verkehr
Östlich der Gemeinde führt die Strada Statale 47 della Valsugana von Padua nach Trient an der Brenta entlang. Hier beginnt auch die Strada Statale 50 bis var del Grappa e del Passo Rolle nach Feltre.